# Asobara nigerrima
Asobara nigerrima är en stekelart som beskrevs av Fischer 2003. Asobara nigerrima ingår i släktet Asobara och familjen bracksteklar. Inga underarter finns listade.